# Municipio de Zentla
Zentla es un municipio mexicano del estado de Veracruz. La raíz etimológica india de su nombre quiere decir "lugar del maíz". En su territorio fue creada la Colonia Manuel González, poblada en 1882 por emigrantes italianos originarios del Trentino. Por eso Zentla -actualmente- es también llamada "La Colonia".

## Datos básicos

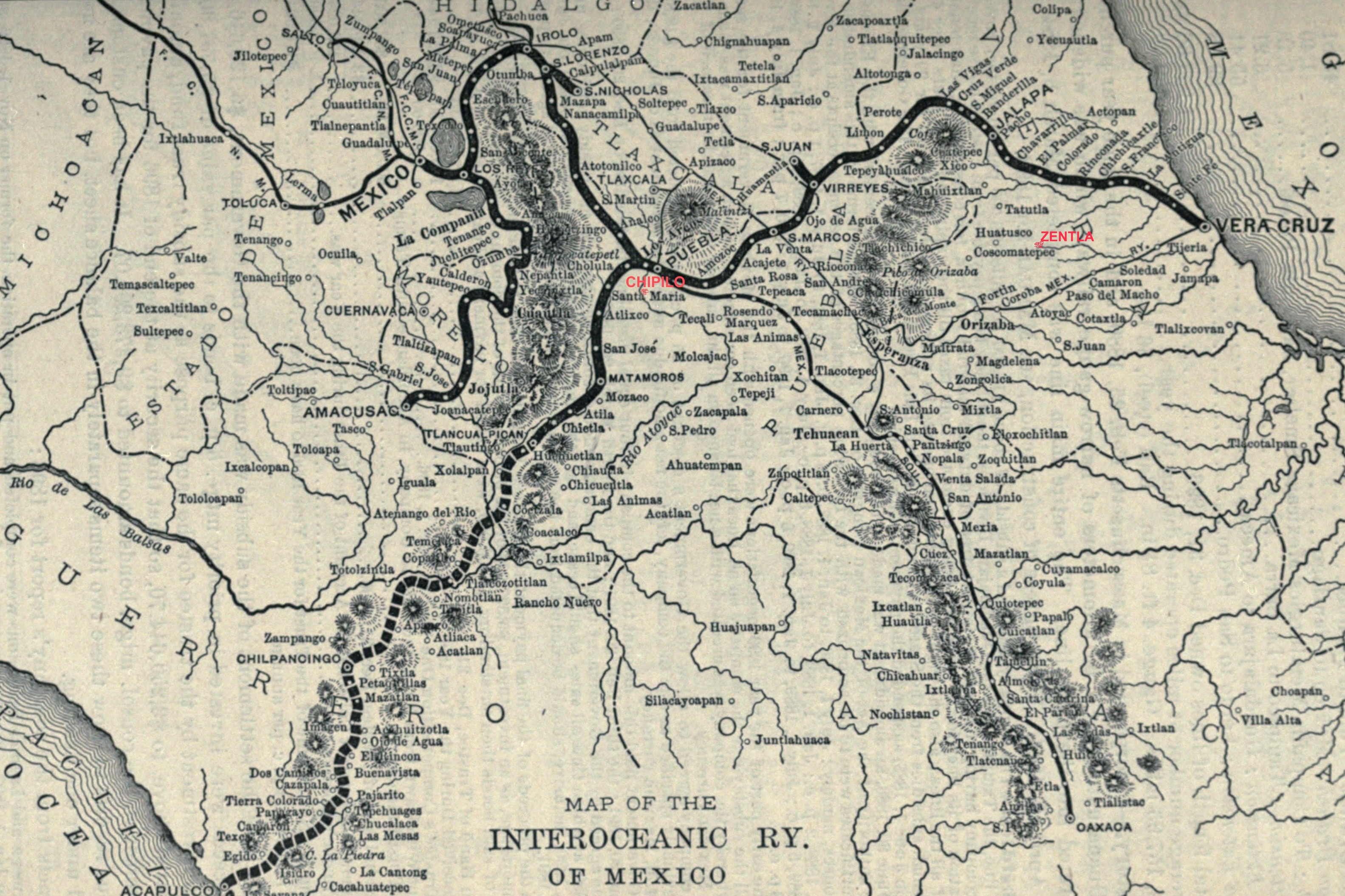
Mapa de 1897 donde se nota en rojo "Zentla", no lejos de la estación ferroviaria de Veracruz

Históricamente la localidad fue fundada como colonia de italianos en 1882, con el nombre "Colonia Manuel Gonzalez", quedando establecida como ciudad -económicamente bastante desarrollada en agricultura y servicios relacionados- en 1926. Hasta mediados del siglo XX había algunos habitantes que todavía hablaban el italiano.
- Cabecera municipal: Colonia Manuel González
- Región: Las Grandes Montañas
- Superficie: 241.00 km² (Porcentaje del total estatal: 0.0032%)
- Población: casi 12000 habitantes en 2010

### Localización
Latitud norte: 19° 07'
Longitud oeste: 96° 52'
Altitud: 940.00
Límites:
- Norte: Comapa y Huatusco.
- Sur: Paso del Macho.
- Este: Camarón de Tejeda.
- Oeste: Huatusco y Tepatlaxco.

### Hidrografía
El municipio es regado por el río Xicuintla, tributario del río Jamapa.

### Orografía
El municipio se encuentra en la parte central del Estado, sobre la Sierra Madre Oriental en la zona montañosa, por lo que su suelo es accidentado; está recorrido por la barranca Quemada.

### Clima
Su clima es semicálido con una temperatura promedio de 26 °C; su precipitación pluvial media anual es de 1,650 mm.

### Flora y Fauna
La flora del municipio la componen su vegetación de tipo bosque alto perennifolio y bosque tropical caducifolio.
La fauna del municipio está compuesta por una gran variedad de animales silvestres, entre los que se encuentran: venado, armadillo, tuza, zorra, teterete, conejo, iguana, zopilote, cardenal, víboras y una gran variedad de insectos, entre otros.

## Gastronomía
Los principales platillos que se preparan en este municipio son los comunes mexicanos y algunos alimentos típicos italianos como son la polenta, mortadela, longaniza, espaguetis, chicharrones, birria, mole, barbacoa, etc.